# اروین کاستل
اروین کاستل (انگلیسی: Irwin Kostal؛ ۱ اکتبر ۱۹۱۱ – ۲۳ نوامبر ۱۹۹۴) یک تنظیم فیلم آهنگساز اهل ایالات متحده آمریکا بود.

## جوایز
وی ۲ بار برنده جوایزی همچون جایزه اسکار بهترین موسیقی فیلم شده است.

## بخشی از فیلمشناسی
- مری پاپینز (۱۹۶۴)
- اشک‌ها و لبخندها (۱۹۶۵)
- چیتی‌چیتی بنگ‌بنگ (۱۹۶۸)
- تختخواب سحرآمیز (۱۹۷۱)
- تار شارلوت (۱۹۷۳)
- پرنده آبی (۱۹۷۶)
- فانتازیا (۱۹۸۲)